# Блуня (озеро)
Блуня — эвтрофное озеро на одноимённом притоке Оскола. Находится в городе Старый Оскол между Круговой и Проточной улицами на первой надпойменной террасе левобережья Оскола.
Длина — 200 м, максимальная ширина — 22 м. Озеро окружает мелколиственная древесная растительность.
Рекреационный потенциал озера используется частично.